# Flucht aus dem Eis (1992)
Flucht aus dem Eis (Map of the Human Heart) ist eine epische Romanze des neuseeländischen Regisseurs Vincent Ward mit Anne Parillaud und Jason Scott Lee in den Hauptrollen. Der Film entstand 1992 als internationale Koproduktion mit Musik von Gabriel Yared und einer Kameraarbeit von Eduardo Serra.

## Handlung
In einem Ölfördergebiet in der kanadischen Arktis schildert 1965 ein dem Alkohol verfallener Eskimo namens Avik einem jungen Kartographen für eine Flasche Whisky die Geschichte seines überaus bewegten Lebens:
In der Siedlung Nunataaq lebt der kleine Halb-Inuk Avik 1931 mit seiner Großmutter. Der verschmutzte, neugierige Wirbelwind lacht viel und ist die Unschuld selbst. Als er gerade auf dem Trampolin aus Tierfellen hüpft, fliegt der britische Kartograph Walter Russell mit dem Doppeldecker ein. Avik bewundert den andersartigen, freundlichen Mann und seine Luftmaschine sofort. Walter lässt ihn durch den Sextanten schauen und wird allmählich zu einer Art Ersatzvater. Das Kind steckt sich bei ihm jedoch mit der „Krankheit des weißen Mannes“, der Tuberkulose, an. Um seine „Schuld“ wiedergutzumachen, fliegt Walter Avik in ein katholisches Krankenhaus in Montreal. Avik macht aus Walters Redewendung „Holy Cow“ immerzu ein „Holy Boy“. Die Vogelperspektive und dann die Lichter Montreals sind für Avik jenseits aller Vorstellungskraft.
In der Klinik ist er die ersten Tage zu Tode verängstigt. Das Englische eignet er sich schnell an. Der inzwischen jedoch frechgewordene Avik wird geschoren und als „Protestierer“ gemaßregelt, und es werden ihm die Regeln der kanadischen Gesellschaft beigebracht. Dann bezaubert ihn das witzige Métis-Waisenkind Albertine im Handumdrehen. Die beiden singen, spielen unter einer Bettdecke, blenden sich mit Spiegeln oder rangeln, weil Eskimos und Indianer sich doch hassen (was im Lachanfall endet). Im Vergleich zu dem hübschen, feingliedrigen Mädchen, das sich nichts sehnlicher als ein Pferd wünscht, wirkt er wie ein kleiner Neandertaler, doch verlieben sich die Kinder ineinander. Die gehässige Oberin Banville trennt sie daraufhin dauerhaft, und Avik stiehlt als Andenken ein Brustkorb-Röntgenbild von Albertine. Nachdem ihm ein Gipsverband angelegt wurde, muss er zurück in seine Siedlung.
Auch Walter kehrt 1941 zurück in die Inuitsiedlung, um unter höchster Geheimhaltung das vor der Küste liegende Wrack eines deutschen U-Bootes ausfindig zu machen. Avik schleicht dem Freund nach, doch finden die beiden nur Eis- und Wasserleichen. Avik bittet Walter um Hilfe, Albertine ausfindig zu machen, und gibt ihm das gestohlene Röntgenbild mit, das er gut aufbewahrt und mit sich getragen hatte. Albertine ist inzwischen Sängerin geworden und während dieser Szene im Radio zu hören. 
Bei seinem Stamm allerdings gilt Avik seit seiner zeitweiligen Abwesenheit als Unglücksbringer und wird für ausbleibende Jagdbeute verantwortlich gemacht; seine Großmutter hatte sich in der Zwischenzeit ertränkt. Daher verlässt Avik den Stamm; bei der Überfahrt nach Süden spricht ihn eine Inuit-Passagierin darauf an, dass von diesem Schiff nie jemand zurückkehre.
1944 im Zweiten Weltkrieg ist Avik als RCAF-Soldat in London stationiert und hat sich als Bombenschütze einer Avro Lancaster bewährt. Überraschend führt ihn das Schicksal mit Albertine wieder zusammen, die inzwischen eine schöne Frau geworden und ebenfalls bei der britischen Luftwaffe angestellt ist: Beim Bomber Command wertet sie Luftbilder aus, auch die von Aviks Flugzeug „Holy Boy“. Albertine sucht Avik, und  die beiden früheren Gefährten begegnen sich – für ihn unverhofft – in seinem Flugzeug, und Avik strahlt die wiedergefundene Freundin geradezu ungläubig an. Obwohl Albertine inzwischen die Geliebte Walters geworden ist, der ebenfalls in London weilt und einen hohen Posten bekleidet, beginnen die beiden eine Liebesaffäre miteinander. Wenn Aviks Photographien in der Post sind, weiß sie jedes Mal, dass er den Einsatz heil überstanden hat. Er lässt ihr über Aufnahmen und mittels Koordinaten Nachrichten zukommen. Das Liebespaar trifft sich barfuß in der Glaskuppel hoch über der Royal Albert Hall. Diese dient den deutschen Piloten als Orientierungspunkt und ist vor Bomben relativ sicher. Avik und Albertine picknicken an einem Sperrballon und schlafen darauf miteinander. Die Flugzeugcrew erfährt, dass ihre Einsätze verlängert werden. Walter schenkt seiner Geliebten ein Pferd.
Der eifersüchtige Walter belehrt Avik in einem Büro des Stabes: „Frauen sind eine Karte: Du musst ihre Länge und BreiteKarten, Avik“ und spricht von einer Jugendliebe, die ihm in Deutschland einst das Herz brach, von der psychologischen Kriegsführung und von Albertine in rascher Folge. Avik schaut sich währenddessen in seinem Büro um und bemerkt in einem Schrank eine groteske, mit Karten eingekleidete Schaufensterpuppe. Walter will sich an Avik rächen und schickt ihn zum Bombeneinsatz nach Dresden. kann oder will ihm nicht helfen: es geht nach Dresden. Aviks Glückssträhne ist vorüber. Die „Holy Boy“ wird über dem Flammenmeer getroffen und stürzt ab. Alle seine Besatzungskameraden sterben. Avik stößt sich im freien Fall mit dem Fallschirm ab und gerät mitten in das Inferno. In dem furchtbaren Feuersturm werden Menschen vom Unterdruck in die Höhe gesogen und halten sich im Flug an Laternen fest. Andere ersticken auf offener Straße. Avik jedoch überlebt das Inferno. Albertines Röntgenbild ist jedoch geschmolzen.
Als Beteiligter des „Kannibalismus“ unter Weißen geht Avik desillusioniert nach Kanada zurück und wird zum Alkoholiker. Die der Zivilisation verfallene Albertine ist ihm jedoch nicht gefolgt, da sie, in seinen Worten, „barfuß sowieso nicht leben könnte“.
Damit endet Aviks Bericht über sein Leben, und die eingangs begonnene Rahmenhandlung von 1965 wird weitergeführt: Avik trifft auf eine schöne junge Frau in einer Bar, die ihren Vater sucht: Rainee. Es stellt sich heraus, dass es sich um seine und Albertines gemeinsame Tochter handelt. Auf dem Weg zur Hochzeit seiner Tochter, wo er auch Albertine wiederzusehen hofft, verunglückt der volltrunkene Avik mit seinem Schneemobil auf einer davontreibenden Eisscholle. Weitgehend bewegungsunfähig, muss er langsam erfrieren. Währenddessen sieht er sein Leben Revue passieren und träumt davon, dass er zur Hochzeit seiner Tochter kommt und gemeinsam mit Albertine im Ballon zur Sonne aufsteigt.

## Sonstiges
Der Vater des Regisseurs Vincent Ward war selbst an der Zerstörung Dresdens beteiligt gewesen. Er starb genau an dem Tag, an dem sein Sohn die Bombardierung filmte.

## Kritiken
Mit den Stimmen von 1248 Zuschauern steht Flucht aus dem Eis am 19. September 2008 in der IMDb bei 7,1 von 10 Punkten und bei 81 Prozent bei 21 ausgewerteten Kritiken bei Rotten Tomatoes.

„Ein ebenso aufwendiger wie einfühlsamer Versuch, mittels traumartig-poetischer Bilder die Vorstellungskraft des Eskimos, seine Erinnerungen und mythischen Visionen auf seine neue Wirklichkeit zu projizieren. Konsequent subjektiv in seinem Blickwinkel […] ohne das Thema der Fremdheit und Entfremdung aus den Augen zu verlieren.“

„Einer der wenigen modernen Filme, die man nach bestem Wissen und Gewissen magisch nennen kann“

„ein Privatepos […mit] Höhepunkt auf der Oberseite eines Sperrballons […] so extravagant, dass man fast lachen möchte“

„Flucht aus dem Eis hätte ein Meisterwerk sein müssen, um zu gelingen.“

„eine der grauenvollsten Kriegssequenzen, die jemals abgelichtet worden sind […] einer der seltenen Filme, die die Geschichte eines einzelnen Menschen beleuchten, und zwar so gut, dass man kaum mitbekommt, dass man im Kino ist.“

„Eine Liebesgeschichte, eine Kriegsgeschichte, die Geschichte eines Lebens“

## Auszeichnungen und Nominierungen
Australian Film Institute 1993
- Young Actor’s Award für Robert Joamie (Film)
- Nominierung AFI Award in der Kategorie Best Achievement in Cinematography für Eduardo Serra
- Nominierung AFI Award in der Kategorie Best Achievement in Editing für John Scott und George Akers
- Nominierung AFI Award in der Kategorie Best Achievement in Sound für Andrew Plain und Gethin Creagh
- Nominierung AFI Award in der Kategorie Best Director für Vincent Ward
- Nominierung AFI Award in der Kategorie Best Film für Tim Bevan, Vincent Ward und Timothy White
- Nominierung AFI Award in der Kategorie Best Original Music Score für Gabriel Yared

Tokyo International Film Festival 1993
- Best Artistic Contribution Award für Vincent Ward (anteilig)
- besondere Erwähnung für Robert Joamie und Anne Parillaud